# Autorreflexión humana

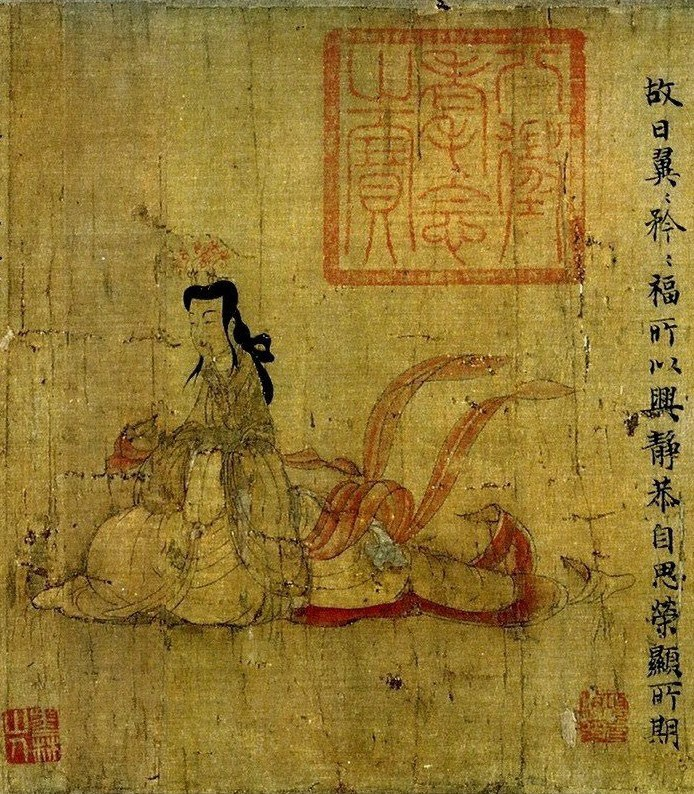
Esta penúltima escena de las admoniciones de las institutrices muestra una señora de palacio que se sienta en tranquila contemplación, presumiblemente siguiendo las admoniciones en las líneas acompañantes: "Por lo tanto digo: Se cauteloso y prudente en todo lo que hagas y de esto buena fortuna surgirá. Calmada y respetuosamente piensa sobre tus acciones y honor y fama te aguardarán."

La auto reflexión humana es la capacidad de los humanos para practicar la introspección y la motivación para aprender más sobre su naturaleza fundamental, motivo y esencia.
Los registros históricos más antiguos demuestran el gran interés que la humanidad ha tenido en sí misma. El proceso de autorreflexión inevitablemente conlleva a cuestionar acerca de la condición humana y la esencia de humanidad como colectivo.
La autorreflexión esta ligada a la filosofía de la consciencia, la percepción y la filosofía de la mente.

## Historia

### Prehistoria
Ideas prehistóricas sobre el estado de humanidad puede ser deducido sobre la base de la etimología de palabras antiguas para hombre. El Latino homo (pIE *dʰǵʰm̥mō) significa "nacido de la tierra," probablemente en oposición a seres "celestiales". Griego ἂνθρωπος (micénico *anthropos) significa "ojos bajos" nuevamente contrastando con una perspectiva probablemente divinizada.